# Groenestraat (Kampen)
De Groenestraat is een straat in het centrum van de Nederlandse stad Kampen. De Groenestraat loopt vanaf de Kalvenhekkenweg tot de Cellebroedersweg. Zijstraten van de Groenestraat zijn de Broederweg (deze kruist de Groenestraat), Dijkstraat, Spuistraat en de Hanensteeg. De Groenestraat is ongeveer 520 meter lang.

## Geschiedenis
De Groenestraat is een eeuwenoude straat in Kampen. Er staan meerdere monumentale gebouwen, waaronder - op de hoek Groeneweg en de Broederstraat - de voormalige Sint Annakapel, die nu in gebruik is als de Doopsgezinde kerk. Ook het Museum De Stadsboerderij bevindt zich in deze straat.

## Fotogalerij (rijksmonumenten)

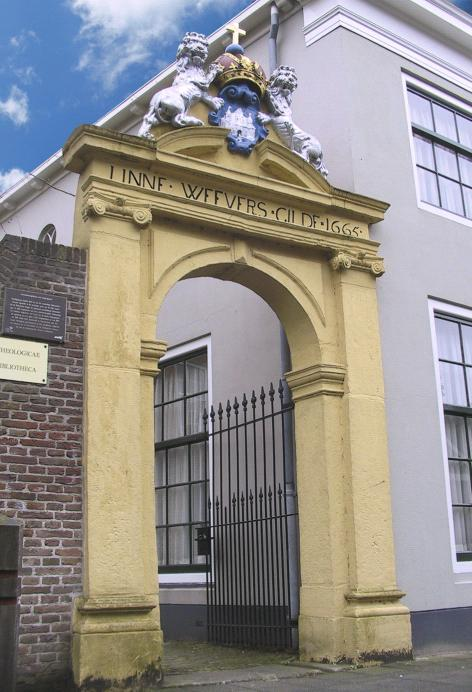
Het Linnenweverspoortje (1665), toegang tot de universiteitsbibliotheek
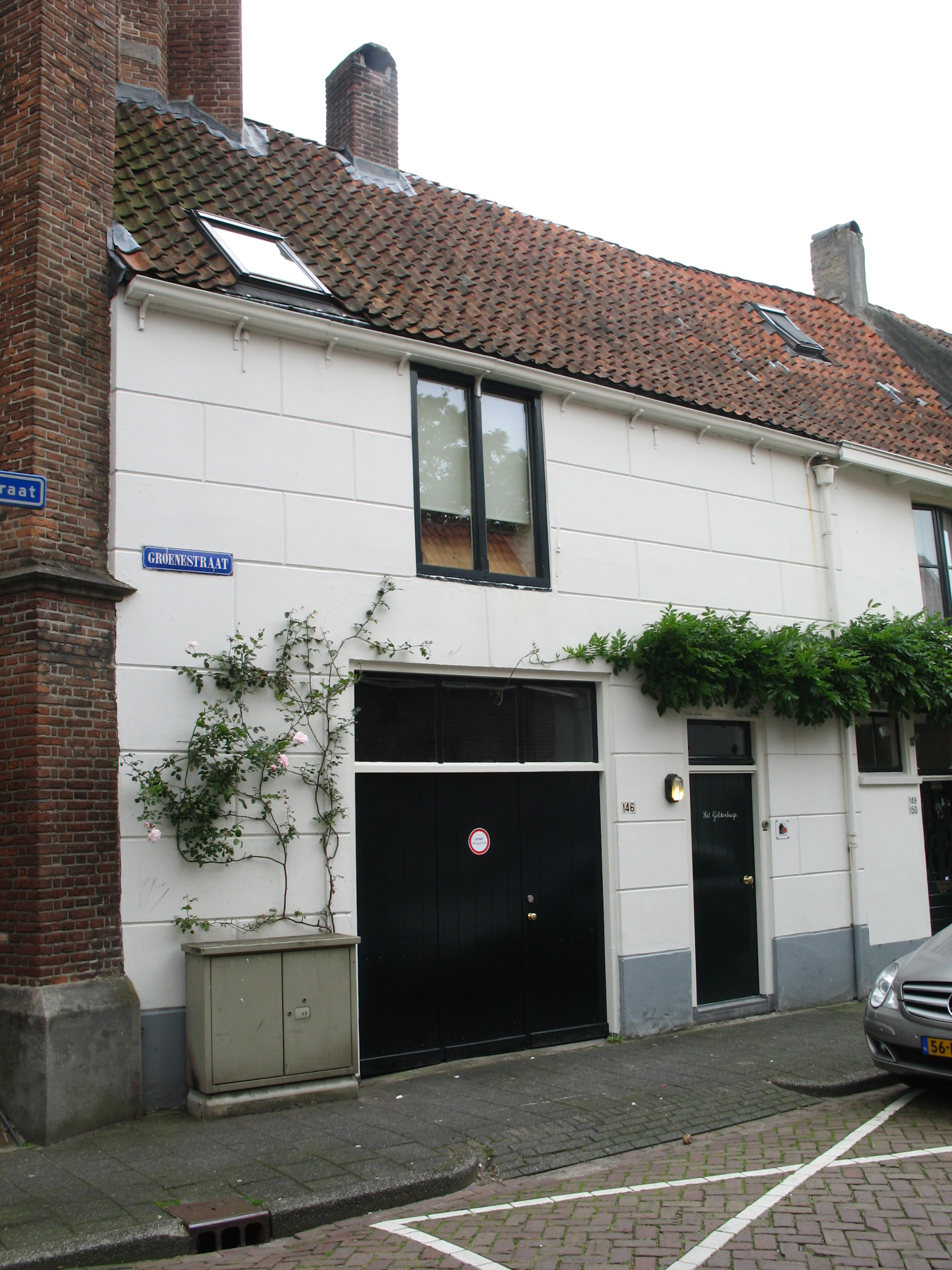
Groenestraat 148
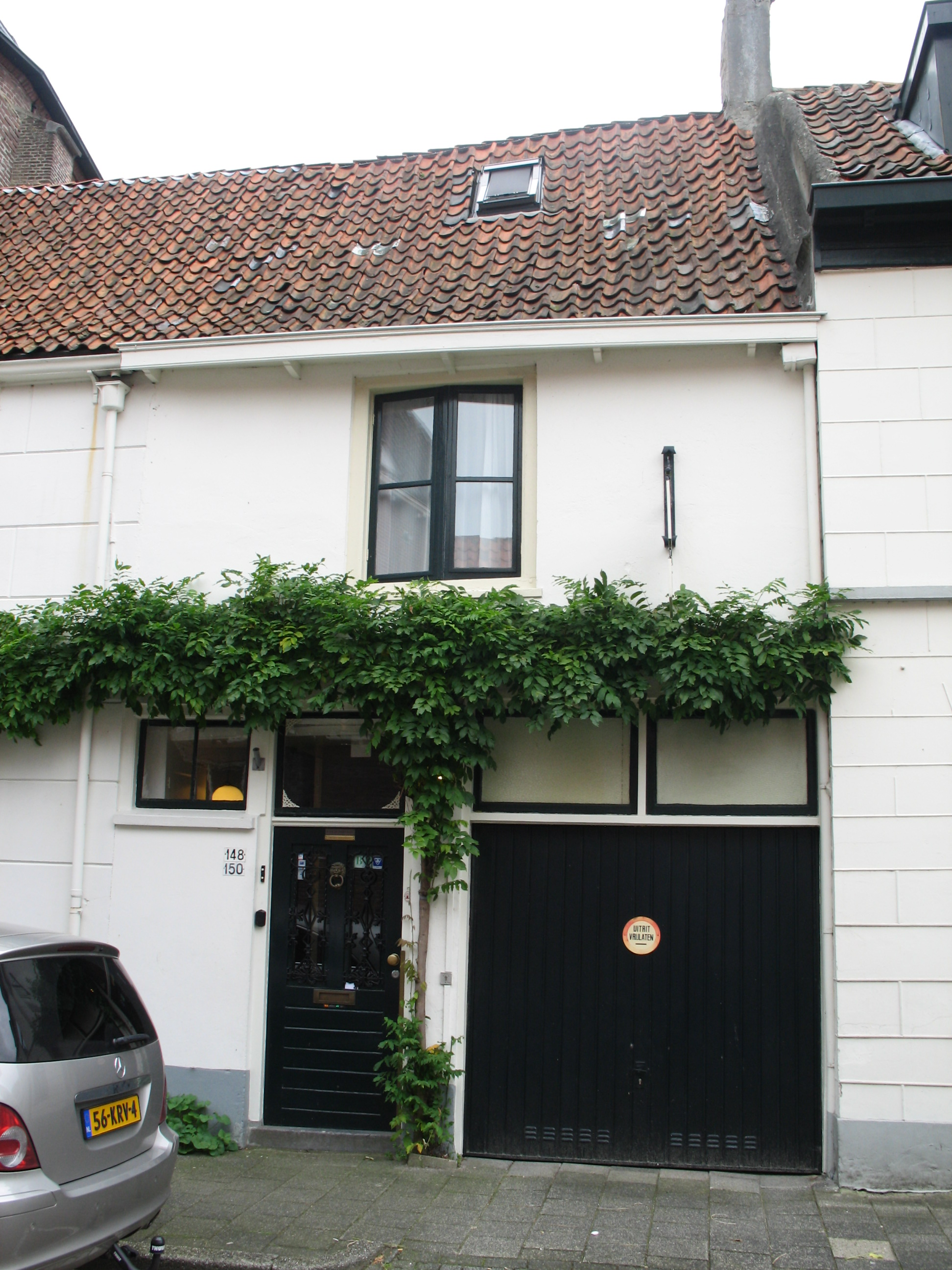
Groenestraat 150
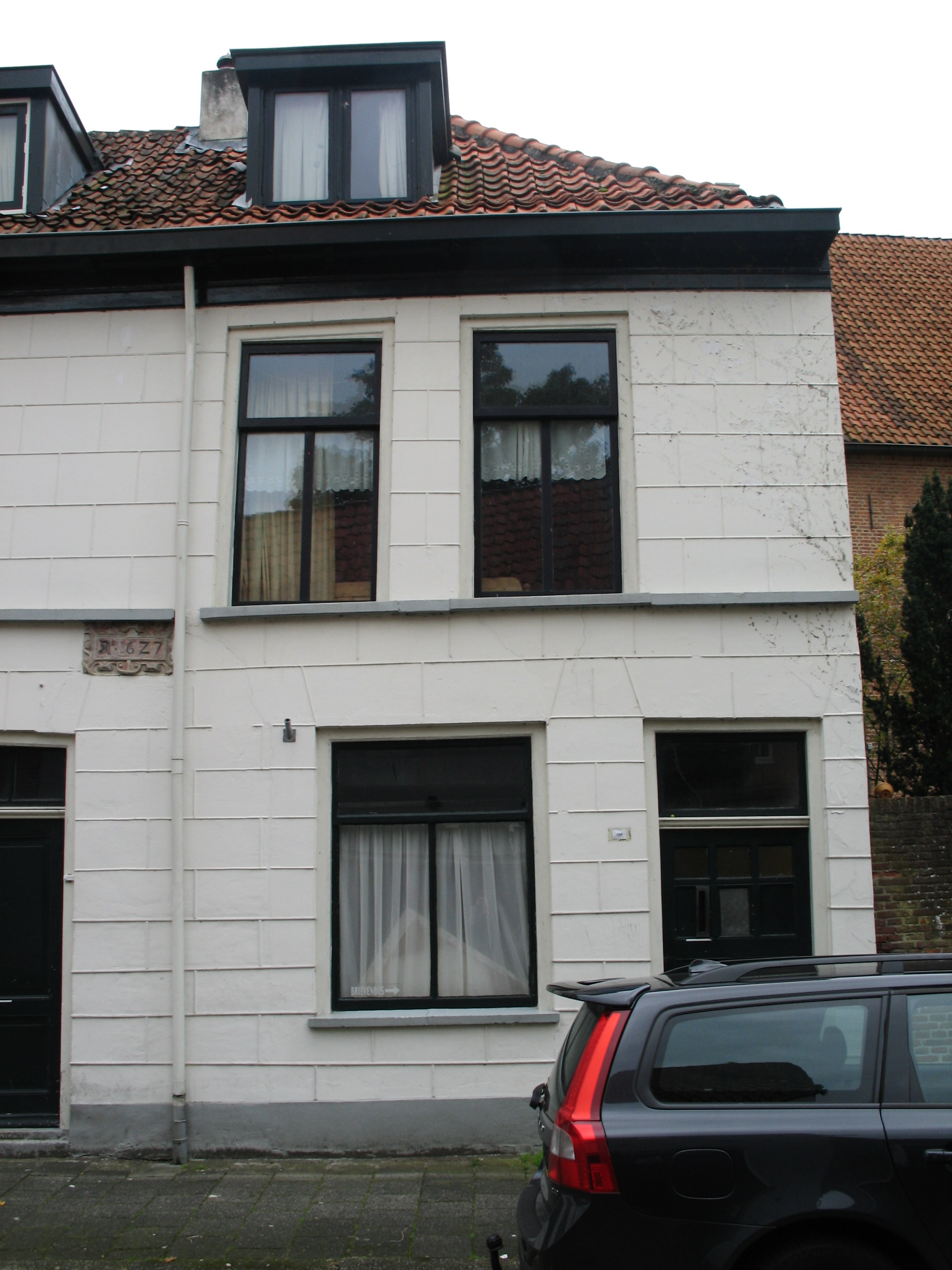
Groenestraat 154
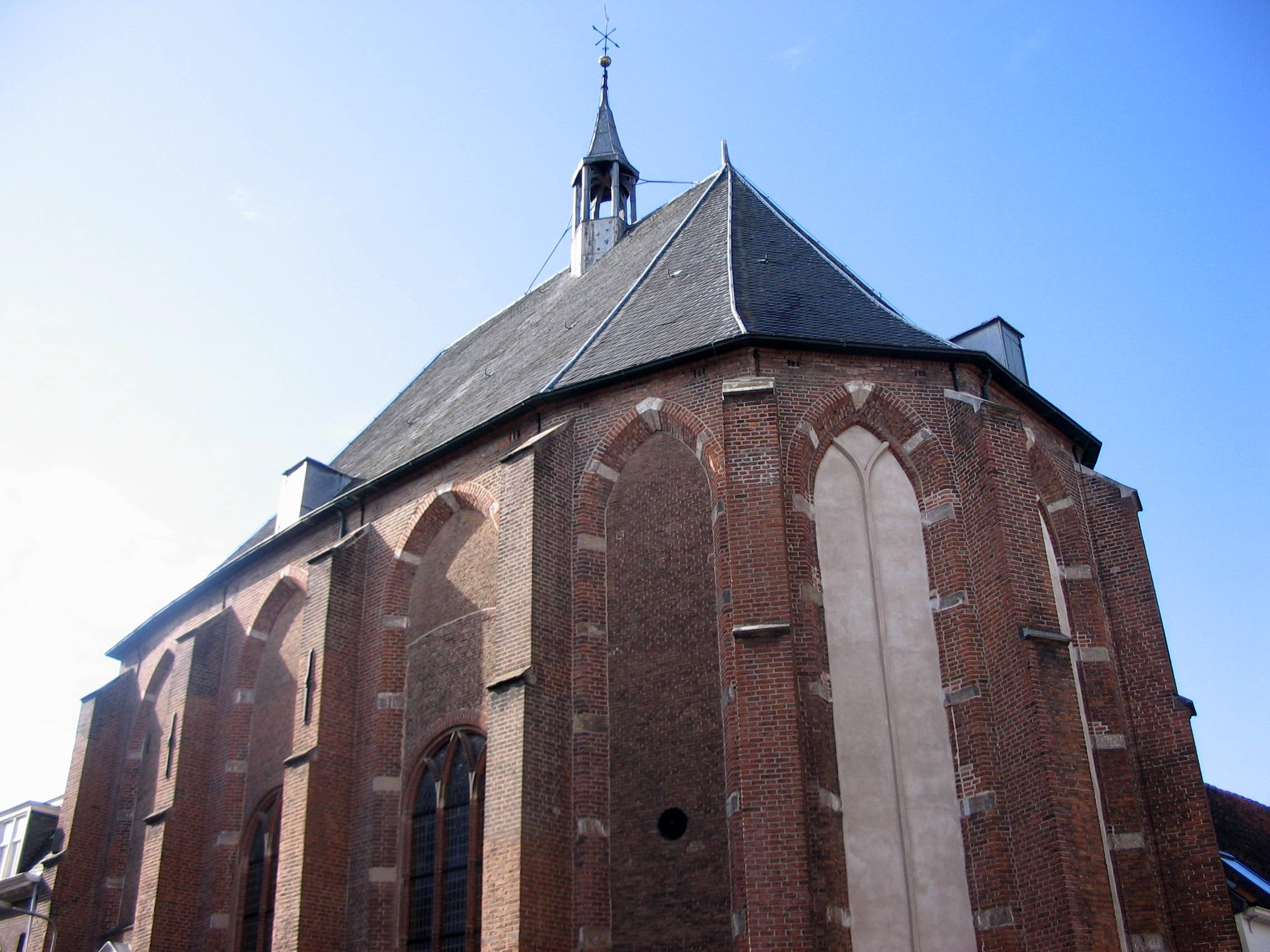
Doopsgezinde kerk op de hoek van Groenestraat en de Broederweg 10

Botermarkt ·
Broederweg ·
Buiten Nieuwstraat ·
Burgwal ·
Burgwalstraat ·
Gasthuisstraat ·
Geerstraat ·
Groenestraat ·
Kerkstraat ·
Koornmarkt ·
Muntplein ·
Nieuwe Markt ·
Oude Raadhuisplein ·
Oudestraat ·
Plantage ·
Van Heutszplein ·
Vloeddijk ·
Voorstraat ·
IJsselkade